# Ідріфая
Ідріфая (рум. Idrifaia) — село у повіті Муреш в Румунії. Входить до складу комуни Суплак.
Село розташоване на відстані 251 км на північний захід від Бухареста, 19 км на південний захід від Тиргу-Муреша, 79 км на південний схід від Клуж-Напоки, 120 км на північний захід від Брашова.

## Населення
За даними перепису населення 2002 року у селі проживали 693 особи.
Національний склад населення села:
| Національність | Кількість осіб | Відсоток |
| -------------- | -------------- | -------- |
| угорці         | 655            | 94,5%    |
| цигани         | 22             | 3,2%     |
| румуни         | 15             | 2,2%     |

Рідною мовою назвали:
| Мова      | Кількість осіб | Відсоток |
| --------- | -------------- | -------- |
| угорська  | 673            | 97,1%    |
| румунська | 20             | 2,9%     |